# Роботы и Империя
«Роботы и Империя» (англ. Robots and Empire) — научно-фантастический роман Айзека Азимова, опубликованный издательством «Doubleday» в 1985 году. Это четвёртый и заключительный роман в серии о роботах «Детектив Элайдж Бейли и робот Дэниел Оливо».

## Сюжет
Детектив Элайдж Бейли умер около двух веков назад. За эти два века часть землян преодолела агорафобию и колонизировали несколько десятков планет, преимущество космонитов в космических путешествиях и вооружении почти исчезло, а оставшееся компенсируется большей готовностью к лишениям и потерям в случае войны.
Хотя доктору Келдену Амадейро удалось оправиться от нанесенного ему в «Роботах зари» удара, он так и не смог подтолкнуть космонитов к решительным действиям против землян. Не смог он и заставить их начать собственную волну колонизации, несмотря на поддержку своего главного противника, доктора Хана Фастольфа. Фастольфу удавалось все это время удерживать космонитов от агрессии, в значительной мере благодаря тайной поддержке робота-телепат Жискара Ривентлова, который всегда сопровождал Фастольфа. Но теперь, доктор Хан Фастольф умер, завещав двух ценных роботов Дэниела Оливо и Жискара солярианке Гледии Дельмар. Амадиро же тайно работает над планом тайного сокрушительного удара по землянам.
На планете Солярии, внезапно прекратилась человеческая активность. Корабли поселенцев которые приземлились на Солярии, намереваясь найти там многочисленных оставленных роботов (см. «Обнаженное солнце») и продать их другим мирам космонитов, были загадочно уничтожены.
Капитан корабля поселенцев Диджи (Дэниел Жискар) Бейли, потомок Элайджи, приглашает Гледию помочь разведать ситуацию на Солярии. Правительство Авроры отпускает Гледию в путешествие, поскольку влиятельный Амадейро надеется, что она там погибнет. На Солярии экипаж корабля подвергается нападению роботов, возглавляемых новым человекоподобным роботом, более сильным чем Дэниел Оливо. Человекоподобный робот хочет уничтожить всех людей кроме Гледии, не признавая их людьми. В конце концов, мозг человекоподобного робота отключает Жискар, и корабль поселенцев оставляет Солярию.
Дэниел предполагает, что соляриане сумели сузить понятие человека в законах робототехники, к лицу, которое разговаривает с солярианским акцентом. Они с Жискаром понимают, что существующие три закона не полные и весьма условны, поскольку робот-телепат Жискар может чувствовать также моральный вред человеку, а его коллега Даниэль может более тонко ориентироваться в ситуации, когда разная степень физического вреда может быть нанесен разным людям.
Корабль возвращается на мир Бейли, где Гледия сначала под давлением обстановки, потом охотно, становится публичным лицом, политиком, призывает отбросить различия между людьми и космонитами.
Доктор Василия, что посещала планету Солярия незадолго до её запустения, рассказывает Амадейро, что видела у соляриан признаки разработки портативного ядерного усилителя (устройства, способного на расстоянии взрывать ядерные реакторы), человекообразных роботов и роботов-телепатов. Василия вспоминает, что подобную телепатическую схему она когда-то создала для своего робота-няньки Жискара и требует вернуть Гледию с её роботами на Аврору.
Капитан Диджи возвращает Гледию с роботами на Аврору и Василия, напомнив Жискару, что она автор его телепатической схемы, требует его признать себя её слугой. Робот Дэниел Оливо, который имеет способность рассуждать более по человечески, уговаривает Жискара НЕ подчиняться Василии, ибо это действие нанесет вред всему человечеству. «Непричинение вреда всему человечеству» — изобретенный им самим нулевой закон робототехники.
Жискар стирает память Василии, и корабль капитана Диджи отвозит Гледию с работами на Землю. Роботы подозревают Амадейро в засылке на Землю человекоподобных роботов для диверсии. После покушения человекоподобного робота на Жискара, они узнают у него нахождения базы Амадейро и его помощника Ленуара Мандамуса. Автор плана диверсии Мандамус хочет с помощью ядерных усилителей увеличить естественную радиацию Земли, что приведет к ослаблению и распаду земных колоний. Он хочет, чтобы увеличение радиации заняло двести лет, чтобы дать людям время постепенно покинуть Землю, а также отвести подозрения от спейсеров. Амадейро же хочет увеличить радиацию как можно быстрее, что приведет к миллиардным человеческим жертвам, вызовет неизбежную войну, но позволит ему самому нанести решительный удар ещё при жизни.
Жискар стирает память обоих в последний момент, но позволяет осуществиться плану Мандамуса.
В отличие от Мандамуса, Жискар считает, что потеря Земли укрепит дух поселенцев и устранит их психологическую слабость — зависимость человечества от благополучия планеты Земля. Но он не может быть уверен в том, что все пойдет именно так, а не по сценарию Мандамуса. Противоречие разрушает его мозг. Перед смертью, Жискар передает свои телепатические способности более тонко настроенному человекообразному Дэниелу.